# 18 (álbum de Moby)
18 es un álbum de 2002 del artista de música electrónica, Moby. Continua en la dirección de su álbum previo, Play, con samples de grabaciones de música espiritual combinándolas con suaves ritmos de baile. Sin embargo, 18 contiene un tono más triste que Play, quizás reflejando los eventos ocurridos el 11 de septiembre de 2001, que coincidieron con su trigesimosexto cumpleaños. El álbum también muestra a Moby adentrándose en el rock alternativo ("We Are All Made of Stars", "Great Escape", "Extreme Ways", "Harbour").
La respuesta de la crítica al álbum fue variada, ya que algunos críticos opinaron que tenía mucho de sus antiguos trabajos y que carecía de inspiración. La canción más exitosa del álbum 18 fue el sencillo We Are All Made of Stars, el cual alcanzó el número 11 en las listas del Reino Unido. El álbum cuenta con la participación de invitados como Azure Ray, MC Lyte, Angie Stone y Sinéad O'Connor. Una colección de caras B del álbum e imágenes de video fueron posteriormente lanzados un año después en 18 B Sides + DVD.

## Listado de canciones
1. "We Are All Made of Stars" – 4:32
2. "In This World" (featuring Jennifer Price) – 4:02
3. "In My Heart" – 4:36
4. "Great Escape" (featuring Azure Ray) – 2:09
5. "Signs of Love" – 4:25
6. "One of These Mornings" – 3:12
7. "Another Woman" – 3:56
8. "Fireworks" – 2:13
9. "Extreme Ways" – 3:57
10. "Jam for the Ladies" (featuring MC Lyte & Angie Stone) – 3:22
11. "Sunday (The Day Before My Birthday)" – 5:09
12. "18" – 4:28
13. "Sleep Alone" – 4:45
14. "At Least We Tried (featuring Freedom Bremner)" – 4:08
15. "Harbour" (featuring Sinéad O'Connor) – 6:26
16. "Look Back In" – 2:20
17. "Rafters" – 3:22
18. "I'm Not Worried at All" – 4:11

- Datos: Q204470